# Australisch-georgische Beziehungen
Australisch-georgische Beziehungen wurden im Jahr 1992 aufgenommen. Australien erkannte Georgien am 29. März 1992 erstmals als unabhängigen Staat an. Die bilateralen Beziehungen fokussieren sich in den letzten Jahren vor allem auf Bildung und kommerzielle Partnerschaft.

## Politik
Australien unterhält in Georgien keine eigene Botschaft, sondern sein Botschafter in der türkischen Hauptstadt Ankara ist hierfür akkreditiert. Georgien eröffnete im März 2012 in Canberra eine Botschaft.
Der stellvertretende Außenminister Alexander Nalbandov bereiste Australien im November 2010 und der Außenminister Grigol Waschadse im Oktober 2011. 
Der australische Sondergesandte Russell Trood, zuständig für diplomatische Beziehungen für den Balkan, Kaukasus und für Osteuropa besuchte Georgien im Juni 2012.

## Bevölkerungszahlen
Nach der Volkszählung im Jahr 2011 lebten 489 Personen in Australien, die angaben, georgischer Herkunft zu sein. Die Anzahl der in Georgien lebenden Australier ist hinsichtlich ihres zahlenmäßigen Umfangs unbedeutend.

## Handel
Die beiden Länder beabsichtigen, ihre Handelsbeziehungen weiter auszubauen. 2014 belief sich der gesamte Handel zwischen beiden Ländern auf knapp 13,4 Millionen AUD. Georgien importierte aus Australien Waren im Wert von 7,5 Millionen AUD, hauptsächlich Wolle, spezielle Maschinen(teile) und Milchprodukte. Nach Australien wurden Waren im Wert von 5,8 Millionen AUD, vor allem Traktoren, Kleidung und Fruchtsäfte exportiert.

## Unterstützungen
Australien spendete eine Million AUD an Hilfsgeldern für humanitäre Zwecke zur Beseitigung der Folgen der Auseinandersetzung zwischen Georgien und Russland im August 2008.
Im September 2010 wirkte Australien bei einer internationalen Partnerschaft zur Entsorgung von Blindgängern in der Kaukasus-Region mit.